# Trentepohlia (Trentepohlia) festivipennis
Trentepohlia (Trentepohlia) festivipennis is een tweevleugelige uit de familie steltmuggen (Limoniidae). De soort komt voor in het Oriëntaals gebied.